# Île Okinawa
Pour les articles homonymes, voir Okinawa.
L'île Okinawa (en japonais 沖縄本島, Okinawa hontō, littéralement « île principale Okinawa » ; en okinawaïen 沖縄, Uchinā) est l'île principale de l'archipel Okinawa, de la préfecture d'Okinawa et de l'archipel Ryūkyū.
Sa ville principale est Naha, capitale de la préfecture. Elle est située à 1 554 km à vol d'oiseau au sud-ouest de Tokyo.

## Géographie
L'île se situe entièrement en mer de Chine orientale mais sa rive méridionale baigne la mer des Philippines. Elle s'étend sur 1 283,5 km2 et a une longueur de 106,6 km.
Les principales autres îles habitées de l'archipel Okinawa ont pour nom Kume-jima (à l'ouest), Ie-jima (au nord-ouest), Izena-jima et Iheya-jima (au nord). Les trois dernières sont très proches de l'île principale.
L'extrémité nord de l'île est le cap Hedo et sa pointe méridionale l'Ara Saki.

## Histoire

Bases militaires américaines en 2009 (en rouge).

L'île d'Okinawa présente de nombreuses traces de son occupation par l'homme aux temps préhistoriques et historiques.
Un réseau de châteaux, appelés gusuku, émerge à l'époque Sanzan pour défendre l'île des guerres et des invasions avant l'avènement du royaume de Ryūkyū.
Comme l'ensemble de l'archipel Ryūkyū, Okinawa est annexé par le Japon en 1879.
À la fin de la Seconde Guerre mondiale, l'île est prise lors de la bataille d'Okinawa en 1945. Elle fut dès lors placée sous administration militaire, puis sous administration civile américaine jusqu'en 1972, date à laquelle les États-Unis l'ont rendue aux Japonais. En 1961-1962, l’armée américaine y aurait testé à une douzaine de reprises des champignons Magnaporthe grisea nécrosant les cultures de riz.
Il reste de nombreuses bases des United States Forces Japan dispersées sur l'archipel, avec des aéroports par lesquels peuvent transiter des armes nucléaires. Leur nombre passant de 144 installations occupant 353 km2 avant le retour de l'archipel au Japon à 31 installations occupant 226 km2 en janvier 2016 soit à cette date 10 % de la superficie de la préfecture et 18 % de la surface de l'île d'Okinawa. Elle concentre environ 70% des bases américaines au Japon. Le tout est protégé par un espace aérien spécifique (cf. Liste des bases militaires des États-Unis dans le monde). En 2019, 50 000 militaires américains étaient affectés dans l'île. Cette présence militaire fait l'objet d'une opposition prononcée de la population (en) portant notamment sur la présence disproportionnée par rapport aux autres préfectures, aux difficultés de circulation dues aux zones militaires inaccessibles aux civils, aux nuisances sonores mais surtout aux crimes, notamment sexuels, commis par les troupes américaines.
Avec les îles Amami Ō-shima, Tokuno-shima et Iriomote-jima, la partie nord de l'île d'Okinawa est inscrite sur la liste du patrimoine mondial de l'UNESCO le 26 juillet 2021 car ces sites présentent « une grande valeur de biodiversité avec une proportion très élevée d’espèces endémiques, dont beaucoup sont menacées au niveau mondial ».

## Économie
La plus grande composante de l'économie d'Okinawa est le secteur tertiaire, avec le tourisme. Le secteur du bâtiment est également très important.
L'agriculture profite du climat subtropical. Les cultures principales sont la canne à sucre, les légumes, les fleurs et les fruits.
L'élevage était traditionnellement concentré sur le porc, mais l'élevage bovin a récemment été développé pour l'export.
La pêche côtière et en eau profonde est pratiquée pour la bonite et le thon. L'aquaculture produit des crevettes et le mozuku, un type d'algue. Depuis 2005, l'aquaculture produit également de l'euglena, une microalgue. Euglena (entreprise) a par exemple produit 60 tonnes d'euglena en 2016 sur l'île d'Ishigaki.
La plus importante industrie en volume concerne la transformation de la canne à sucre et de l'ananas. Après la construction d'une raffinerie de pétrole sur la côte est d'Okinawa Honto, le raffinage est presque égal à l'agroalimentaire. La troisième industrie est la production d'aliments finis et le tabac. Les productions traditionnelles incluent l'awamori, les vêtements colorés bingata, la poterie, le textile et les céramiques laquées.

## Environnement

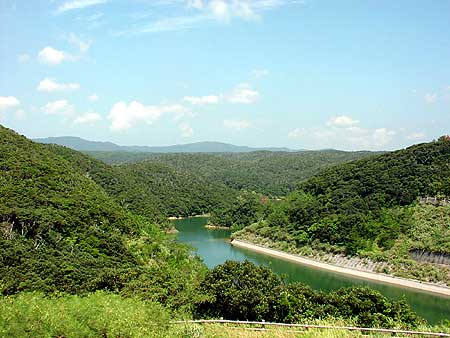
Forêt de Yanbaru (Kunigami, Okinawa).

L'île, par son isolement, présente un endémisme important quant à la faune et la flore, et héberge encore des espèces d'oiseaux uniques au monde comme le pic d'Okinawa (Sapheopipo noguchii) et le râle d'Okinawa (Gallirallus okinawae). Le habu est une espèce de serpents vivant sur l'île principale d'Okinawa.
Plusieurs espèces d'animaux découvertes ou décrites sur l'île ont reçu l'épithète spécifique okinavensis.
Dans le cadre de la protection de l'environnement, le parc quasi national d'Okinawa Senseki a été créé.

## Démographie
Sa population en 2010 s’élevait à 1 230 000 habitants, dont un quart résident à Naha.
C'est dans l'archipel d'Okinawa, et dans cette île en particulier, que l'on trouve la plus longue espérance de vie (87 ans en moyenne pour les femmes et 79,4 ans pour les hommes) ainsi que le plus grand nombre de centenaires à l’échelle de la planète (environ 33 centenaires pour 100 000 habitants selon les estimations), en partie grâce à l'hérédité et à la cuisine traditionnelle de l'île. Cependant, cette dernière est peu à peu délaissée par les jeunes générations plus attirées par les fast-food implantés depuis l'arrivée des militaires américains stationnés sur l'archipel. Il en résulte une baisse considérable de l'espérance de vie depuis plusieurs décennies, notamment chez les hommes, ainsi qu'un taux d'obésité masculine le plus élevé du Japon,. L'île fait cependant partie des zones bleues identifiées pour leur particularité concernant l'espérance de vie de ses habitants.

## Culture
Les habitants d'Okinawa revendiquent leurs différences culturelles avec le Japon : la culture d’Okinawa est en fait un mélange de cultures chinoise et japonaise, avec de nombreuses spécificités, notamment au niveau de la musique et de la nourriture.
Okinawa est également connue pour être le berceau du karaté, ainsi que des formes de kobudō.
De nombreux maîtres de karaté tels que Gichin Funakoshi, Chōjun Miyagi, Kenwa Mabuni, sont originaires de l'île.

## Langue

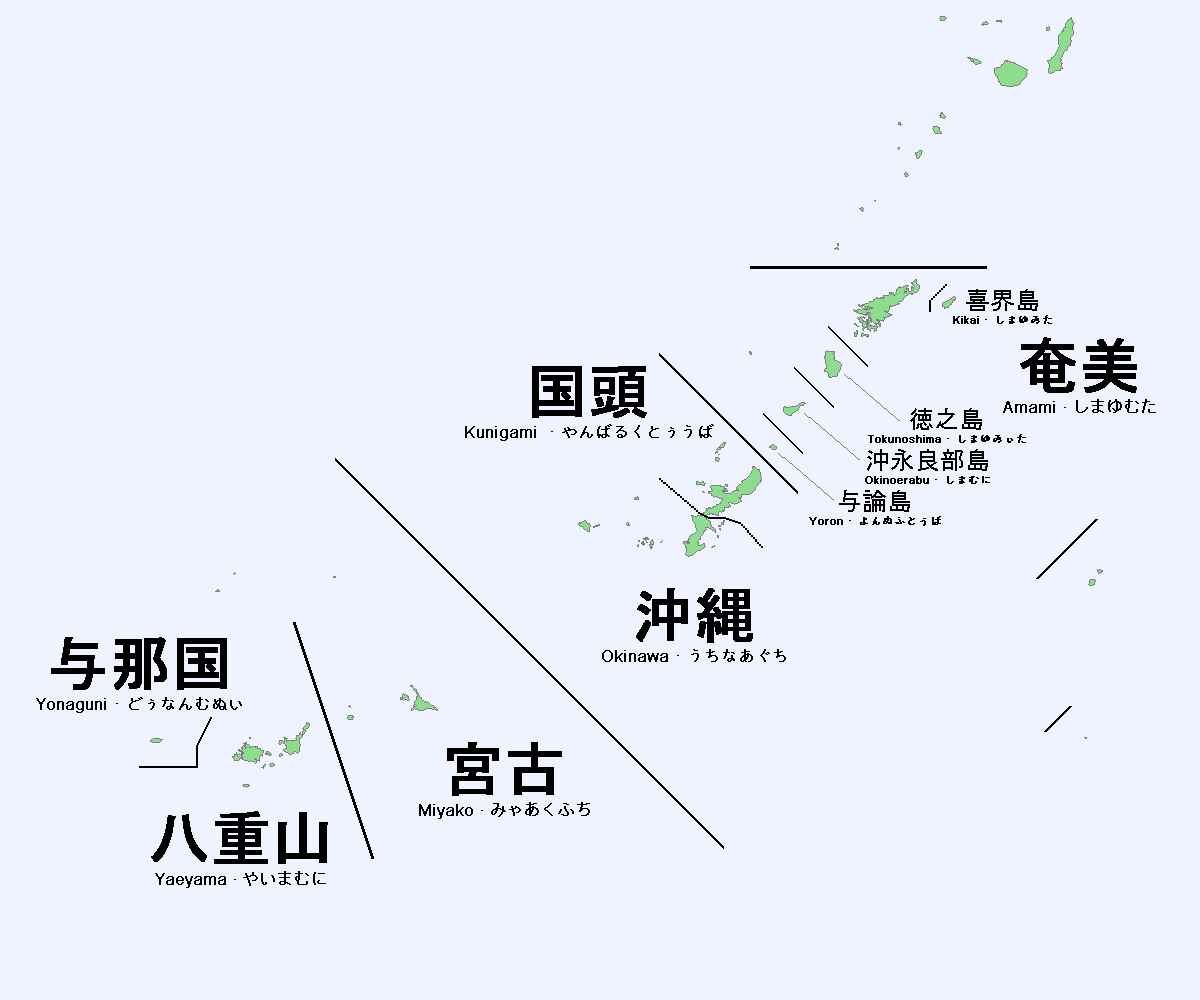
Carte des langues ryukyuan.

Malgré le fait que la langue japonaise et la langue okinawaïenne partagent une origine linguistique commune, ces dernières se sont graduellement distanciées au cours des 1 500 dernières années. En effet, il est désormais possible de relever certaines différences majeures entre elles. L’une de celles-ci repose sur le fait que la langue okinawaïenne comporte trois voyelles (a, i et u), tandis que la langue japonaise standard en comporte cinq (a, i, u, e et o). Une deuxième différence notable au niveau de la phonétique est à noter. Les sons p et f sont encore présents dans la langue okinawaïenne, tandis que ces derniers ont disparu de la langue japonaise, il y a déjà bon nombre d’années. Ces mêmes sons, correspondent désormais au son h en japonais standard. Enfin, les dialectes parlés sur les différentes îles d'Amami, d'Okinawa, de Miyako et de Yaeyama sont désignés comme étant les dialectes ryūkyū, en opposition aux dialectes hondo hōgen qui sont parlés sur le continent japonais.
Aujourd’hui, même si la langue de prédilection des foyers à Okinawa est toujours l’okinawaïen, la popularité du japonais standard est en hausse. En effet, devant souvent maîtriser l’okinawaïen et le japonais traditionnel, les habitants d’Okinawa ont tendance à substituer certains mots de leurs dialectes par leurs équivalents japonais, ou encore à donner une prononciation okinawaïenne à certains mots. Ainsi, afin de distinguer les expressions okinawaïennes des expressions japonaises, les résidents d’Okinawa n’utilisent pas de marques écrites ou imprimées (¯), communément utilisées afin d’allonger une voyelle lorsqu'elle est prononcée avec durée (longueur ou quantité), mais doublent plutôt une lettre de ces dernières (aa, ii, uu),.

## Transports
L'île compte un aéroport situé à Naha. Le monorail Okinawa Toshi dessert les villes de Naha et d'Urasoe. Depuis le dernier prolongement en 2019, celui-ci comporte 19 stations. Des bus et des taxis circulent pour joindre les autres villes.

### Webographie
- Ressource relative à la bande dessinée :   - Comic Vine
- Notices dans des dictionnaires ou encyclopédies généralistes :   - Britannica
  - Gran Enciclopèdia Catalana
  - Internetowa encyklopedia PWN
- Notices d'autorité :   - LCCN
  - GND
  - Israël